# Emma Srncová
Emma Srncová, rozená Macenauerová (* 22. srpna 1942 Praha) je česká výtvarnice.

## Život
Ve čtrnácti letech nastoupila na gymnázium v Karlových Varech. Po roce se vrátila do Prahy, kde gymnázium dostudovala. Ve druhém ročníku začala navštěvovat kurz pro manekýny a už v šestnácti letech absolvovala svůj první zahraniční zájezd do Vídně. Po maturitě se živila jako fotomodelka nebo natáčela reklamy a jezdila na módní přehlídky.
V roce 1960 nastoupila jako herečka do Černého divadla, které vedl Jiří Srnec, a zde zůstala dvacet let. Malovat začala až v Černém divadle pod vlivem svých kolegů výtvarníků. Později spolupracovala na divadelních výpravách, dělala kulisy, malovala oponu a vytvořila celou výpravu k Modré pohádce v Bratislavě. Profesionálně začala malovat až po rozvodu s Jiřím Srncem v roce 1980. Nechala se zaregistrovat u Fondu výtvarných umělců v oboru hračka a loutka. Vystavovala např. v SRN, Velké Británii, Španělsku, Monaku, Švýcarsku, Portugalsku.
Má tři děti a v roce 1986 se provdala za Pavla Beránka.[zdroj?]